# Romero (film)
Romero is een film uit 1989 over het leven en de strijd van de Salvadoraanse aartsbisschop Óscar Romero die in 1980 werd vermoord in zijn kathedraal omdat hij kritiek uitte over de mensenrechtenschendingen in zijn land. De film werd gemaakt door de Australische regisseur John Duigan.

## Rolverdeling
- Raúl Juliá - bisschop Óscar Romero, aartsbisschop van San Salvador.
- Richard Jordan - pater Rutilio Grande, vriend van Romero die vermoord wordt
- Alejandro Bracho - pater Alfonso Osuña, een jezuïet
- Tony Plana - pater Manuel Morantes, een jezuïet
- Lucy Reina - Lucia, een arme boerendochter, die vermoord wordt door het leger
- Ana Alicia - Arista Zelada, dochter van een rijke landheer en vrouw van een minister
- Omar Chagall - Rafael Zelada, Minister van Landbouw, echtgenoot van Zelada, wordt vermoord door de rebellen.
- Harold Gould - Francisco Galedo, de rijke landheer en vader van Arista Zelada
- Eddie Velez - luitenant Ricardo Columa, legerofficier en extreemrechtse politicus
- Robert Viharo - kolonel Ernesto Dorio, legerofficier
- Harold Cannon - generaal Carlos Humberto Romero, militaire dictator van El Salvador
- Al Ruscio - bisschop Estrada, militaire aalmoezenier en tegenstander van Romero
- Claudio Brook - bisschop Flores, een twijfelachtige bisschop
- Martin LaSalle - bisschop Arturo Rivera y Damas, opvolger van Romero